# 허쭤슈
허쭤슈(何祚庥, 1927년 ~ ) 박사는 중국의 물리학자로 현재 중국과학원 이론물리연구소 연구원이다. 베이징 대학 교수로 재직하였고, 전 전국정치협상회의 위원을 지냈다.

## 학력
- ~1945년: 상하이난양 고등학교 (졸업)
- 1945년 입학: 상하이 자오퉁 대학 물리학과 (편입)
- ~1951년: 칭화 대학 물리학과 (이학학사)